# Khirbet Abu Falah
Khirbet Abu Falah, en arabe : خربة ابو فلاح, est un village du gouvernorat de Ramallah et Al-Bireh en Palestine. Il est situé à 15,7 km au nord-est de Ramallah et au centre de la Cisjordanie.
Selon le recensement du bureau central palestinien des statistiques, la localité compte une population de 4 394 habitants en 2017.